# قهرمانی کشتی جهان ۱۹۹۲
قهرمانی کشتی جهان ۱۹۹۲ چهل و چهارمین دوره از رقابت‌های قهرمانی جهان می‌باشد که از ۴ تا ۵ سپتامبر در ویوربن، فرانسه برگزار گردید.

## جدول مدال‌ها
| رتبه           | کشور                | طلا | نقره | برنز | مجموع |
| -------------- | ------------------- | --- | ---- | ---- | ----- |
| ۱              | چین                 | ۴   | ۰    | ۱    | ۵     |
| ۲              | ونزوئلا             | ۲   | ۰    | ۰    | ۲     |
| ۳              | ژاپن                | ۱   | ۶    | ۱    | ۸     |
| ۴              | نروژ                | ۱   | ۰    | ۲    | ۳     |
| ۵              | ایالات متحده آمریکا | ۱   | ۰    | ۰    | ۱     |
| ۶              | روسیه               | ۰   | ۱    | ۳    | ۴     |
| ۷              | تایوان              | ۰   | ۱    | ۱    | ۲     |
| ۷              | فرانسه              | ۰   | ۱    | ۱    | ۲     |
| مجموع (۸ کشور) | مجموع (۸ کشور)      | ۹   | ۹    | ۹    | ۲۷    |

## رده‌بندی تیمی
| رتبه | آزاد زنان | آزاد زنان |
| رتبه | تیم       | امتیازات  |
| ---- | --------- | --------- |
| ۱    | ژاپن      | ۷۸        |
| ۲    | روسیه     | ۶۲        |
| ۳    | فرانسه    | ۵۳        |
| ۴    | چین       | ۴۸        |
| ۵    | ونزوئلا   | ۴۵        |
| ۶    | تایوان    | ۴۲        |

## خلاصه مدال‌ها

### آزاد زنان
| رویداد | طلا                                   | نقره                     | برنز                          |
| ۴۴ ک‌گ  | Pan Yanping · چین                     | Shoko Yoshimura · ژاپن   | Tatiana Karamchakova · روسیه  |
| ۴۷ ک‌گ  | Zhong Xiue · چین                      | Tetey Alibekova · روسیه  | Miho Kamibayashi · ژاپن       |
| ۵۰ ک‌گ  | Tricia Saunders · ایالات متحده آمریکا | Yoshiko Endo · ژاپن      | Martine Poupon · فرانسه       |
| ۵۳ ک‌گ  | Wendy Izaguirre · ونزوئلا             | Akemi Kawasaki · ژاپن    | Liudmila Popova · روسیه       |
| ۵۷ ک‌گ  | Ryoko Sakamoto · ژاپن                 | Marine Roy · فرانسه      | Line Johansen · نروژ          |
| ۶۱ ک‌گ  | Ine Barlie · نروژ                     | Kimie Hoshikawa · ژاپن   | Kong Yan · چین                |
| ۶۵ ک‌گ  | Wang Chaoli · چین                     | Wu Huei-li · تایوان      | Elmira Kurbanova · روسیه      |
| ۷۰ ک‌گ  | Xiomara Guevara · ونزوئلا             | Yayoi Urano · ژاپن       | Chen Chin-ping · تایوان       |
| ۷۵ ک‌گ  | Liu Dongfeng · چین                    | Mitsuko Funakoshi · ژاپن | Linda Johnsen-Holmeide · نروژ |